# Melampsora populnea

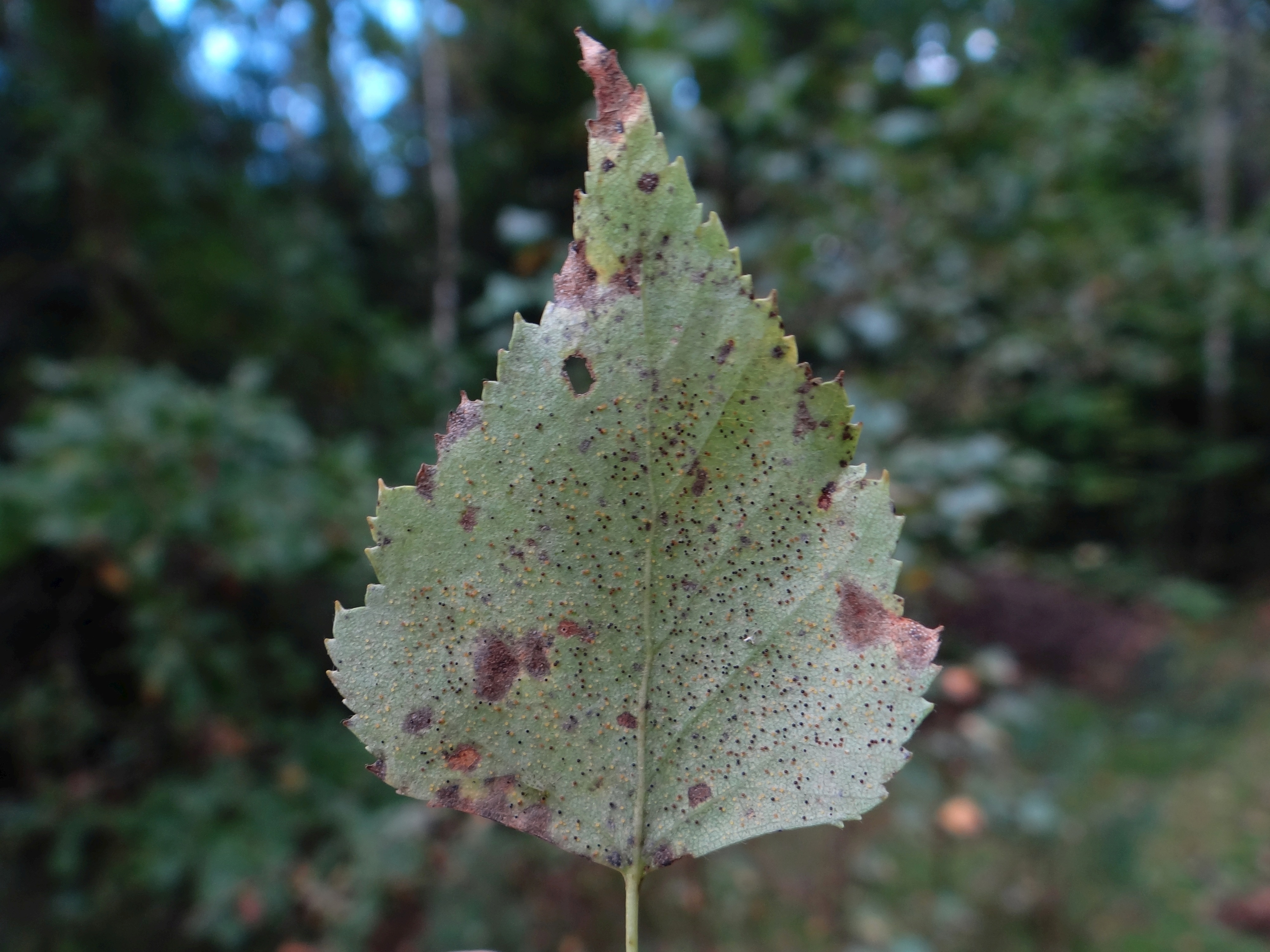
Uredinia na dolnej stronie liścia topoli

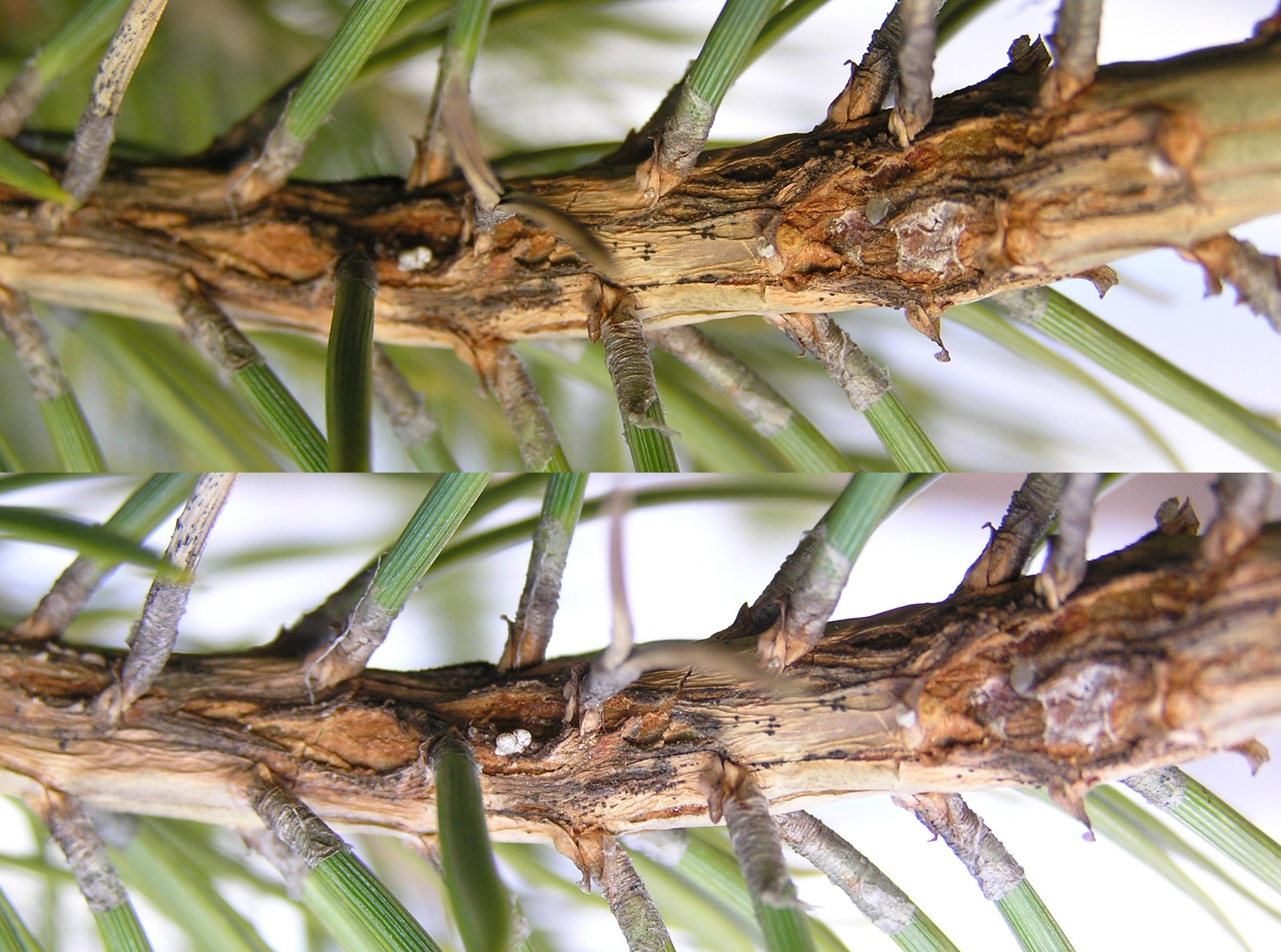
Ecja na pędzie sosny

Melampsora populnea (Pers.) P. Karst. – gatunek grzybów z rzędu rdzowców (Pucciniales). Wywołuje u sosny chorobę o nazwie skrętak sosny, a u topoli chorobę o nazwie rdza topoli.

## Systematyka i nazewnictwo
Pozycja w klasyfikacji według Index Fungorum: Melampsora, Melampsoraceae, Pucciniales, Incertae sedis, Pucciniomycetes, Pucciniomycotina, Basidiomycota, Fungi.
Po raz pierwszy takson ten zdiagnozował w 1800 roku Christiaan Hendrik Persoon nadając mu nazwę Sclerotium populinum. Obecną, uznaną przez Index Fungorum nazwę nadał mu w 1878 roku Petter Karsten, przenosząc go do rodzaju Melampsora.
Synonimy:

- Caeoma mercurialis H. Mart. Link 1825
- Epitea tremulae Tul. & C. Tul. G.H. Otth 1864
- Lecythea populina Lév. 1847
- Melampsora aecidioides DC. J. Schröt. 1887
- Melampsora laricis R. Hartig 1885
- Melampsora laricis-tremulae Kleb. 1897
- Melampsora pinitorqua Rostr. 1889
- Melampsora rostrupii G.H. Wagner 1896
- Melampsora tremulae Tul. 1854
- Melampsora tremulae f. laricis R. Hartig 1889
- Perisporium populinum Pers. Wallr. 1833
- Podosporium aecidioides DC. Lév. 1847
- Sclerotium populinum Pers. 1800
- Sclerotium populneum Pers. 1800
- Uredo aecidioides DC. 1805
- Uredo confluens DC. 1805
- Uredo confluens var. mercurialis H. Mart. 1817
- Uredo mercurialis H. Mart. Link 1825

W literaturze naukowej M. populnea często traktowany był jako kompleks obejmujący także taksony Melampsora laricis-tremulae, Melampsora magnusiana i Melampsora pinitorqua. Aktualnie, w wyniku nowszych badań metodami biologii molekularnej, opartych na wielogenowej analizie, traktowane są one jako odrębne gatunki.

## Rozwój
Pasożyt obligatoryjny. Jest też pasożytem dwudomowym, czyli takim, który dla pełnego cyklu rozwojowego potrzebuje dwóch gatunków roślin żywicielskich: część rozwoju odbywa na różnych gatunkach topoli (Populus), a część na sosnach i modrzewiach (Larix) oraz na niektórych gatunkach roślin zielnych.
Zimuje w postaci grzybni i teliospor na opadłych liściach topoli. Wiosną teliospory kiełkują tworzą podstawki. Na podstawkach wytwarzane są drogą płciową haploidalne bazydiospory dokonujące infekcji na liściach sosny, modrzewia i niektórych roślin zielnych. Rozwijają się na nich spermogonia i ecja wytwarzające ecjospory. Rozsiewane przez wiatr ecjospory infekują topole, na których rozwijają się stadia uredinialne i telialne. Przy sprzyjającej pogodzie w czasie sezonu wegetacyjnego powstaje kilka pokoleń urediniospor rozprzestrzeniających chorobę wśród topoli.

## Morfologia
Spermogonia występujące wiosną na liściach niektórych roślin zielnych, sosny i modrzewia mają postać drobnych, żółtawych i słabo widocznych uwypukleń tworzących niewielkie skupiska. Pomarańczowe ecja pojawiają się nieco później, mają wielkość 0,5–1,5 mm i zredukowaną ścianę. Tworzą luźne skupiska wokół których powstaje żółta plama, później brunatniejąca. U młodych sosen dodatkowo porażenie powoduje wykrzywienie pędów i chorobę o nazwie skrętak sosny. Kuliste lub elipsoidalne ecjospory mają rozmiar 15–23 μm i powierzchnię gęsto brodawkowaną.
W rozwijających się na liściach topoli urediniach powstają eliptyczne urediniospory o rozmiarach 5–25 × 11–18 μm i powierzchni luźno pokrytej drobnymi kolcami. Teliospory powstają pod epidermą. Mają rozmiar 22–60 × 7–12 μm.
Głównymi gatunkami wywołującymi rdzę topoli w Europie są: Melampsora allii-populina, Melampsora laricis-populina, Melampsora medusae i Melampsora populnea. Różnią się od siebie cechami morfologicznymi, mikroskopowymi, oraz gatunkami żywicieli. Różnice morfologiczne i mikroskopowe:
- Melampsora populnea ma urediniospory o długości do 23 μm, telia powstają na dolnej stronie liści topoli[2].
- Melampsora allii-populina. Jej urediniospory mają długość do 40 μm i na szczycie bardzo cienką ścianę. Telia powstają na dolnej stronie liści[2]
- Melampsora laricis-populina ma większe urediniospory – mają długość 27–40 μm oraz na szczycie zgrubiałą ścianę. Telia powstają na górnej stronie liści[2]
- Melampsora medusae tworzy urediniospory o wymiarach (23) 26–35 (37) x 15–19 (21) μm, pokryte kolcami z typową, gładką częścią środkową[4].

## Występowanie i siedlisko
Opisano występowanie tego gatunku w Europie i Azji. W Polsce jest pospolity. Występuje na gatunkach z sekcji Populus (topola biała i topola osika).
Stadia telialne i uredialne występują na topolach. Drugim żywicielem są sosny i modrzewie oraz niektóre rośliny zielne: glistnik jaskółcze ziele, kokorycz wątła, kokorycz pełna, szczyr trwały, mak wschodni, mak polny.